# Förtalet av Apelles
Förtalet av Apelles är en temperamålning av den italienske renässanskonstnären Sandro Botticelli. Den målades 1494–1495 och är utställd på Uffizierna i Florens.
Apelles var den grekiska antikens främste målare, känd för sina porträtt av bland annat Alexander den store, gudabilder och den allegoriska målningen Förtalet. Den senare ska ha tillkommit efter att Apelles orättvist förtalades av sin svartsjuke konstnärsrival Antifilos. 
Alla Apelles målningar har gått förlorade, men vi känner till beskrivningen av flera av dem. Det här är Botticellis återgivning av en av dem. På tronen sitter kung Midas med sina åsneöron. En oskyldig man släpas inför kungens tron av personifikationer för förtal, illvilja, bedrägeri och avund. De åtföljs från sidan av ånger, avbildad som en gammal kvinna i svart. Hon vänder sig mot sanningen, som naken pekar upp mot himlen. 